# Erpobdella triannulata
Erpobdella triannulata är en ringmaskart som beskrevs av Moore 1908. Erpobdella triannulata ingår i släktet Erpobdella och familjen hundiglar. Inga underarter finns listade i Catalogue of Life.